# Réflexe de flexion
Le réflexe de flexion encore appelé réflexe de retrait, réflexe ipsilatéral de flexion, réflexe de flexion nociceptive ou réflexe de retrait des fléchisseurs est un réflexe spinal destiné à protéger le corps contre les stimuli nuisibles, il est polysynaptique.

## Exemple
Le réflexe de retrait se manifeste par exemple lorsqu'une personne touche un objet brûlant et retire instinctivement sa main sans réfléchir. La chaleur a en fait stimulé les récepteurs de température et de douleur de la peau. Ces récepteurs de la peau transmettent alors un message aux centres nerveux sous la forme d'influx d'environ 100 mV d'amplitude appelés potentiel d'action dont la fréquence varie en fonction de l'intensité du stimulus appliqué, ici la chaleur. Cet enchaînement déclenche une impulsion sensorielle qui se rend jusqu'au système nerveux central en passant par les neurones de la moelle épinière. Or le neurone sensoriel échange alors directement avec les neurones spinaux qui se connectent directement aux motoneurones (sans qu'il y ait eu encore retour d'information ou commande du cerveau). 
Le réflexe provoque rapidement le relâchement de tous les muscles sous-jacents au récepteur nociceptif activé et la contraction leurs muscles antagonistes, ce qui entraîne un retrait soudain du stimulus potentiellement dangereux. Un réflexe de retrait est médié par un réflexe polysynaptique qui entraîne la stimulation de nombreux motoneurones afin de donner une réponse rapide.
Généralement chaque articulation de chaque membre est pourve d'au moins deux muscles : le fléchisseur qui le fléchit et l’extenseur qui l'étend. 
Une fois qu'un récepteur de danger (appelé "nocicepteur") a été stimulé, le signal voyage aussi via le nerf sensoriel jusqu'à la corne dorsale (postérieure) de la moelle épinière. Le nerf est connecté avec les motoneurones ipsilatéraux (du même côté) qui sortent de la corne ventrale (antérieure) de la moelle épinière et travaillent à éloigner la partie du corps exposée au danger dans un délai de 0,5 seconde. Ainsi un motoneurone va inhiber le muscle extenseur du bras.
La cellule en T a alors transmis deux messages à deux circuits interneurones, l’un excitateur qui excite le muscle fléchisseur ce qui conduit au retrait du bras devant la source de chaleur et l’autre inhibiteur qui inhibe le muscle extenseur.

Réflexe de flexion de l'avant bras sur le bras lors d'une brûlure du doigt.

## Réflexe d'extension croisée consécutif
Dans le même temps, le neurone sensoriel est aussi connecté avec le motoneurone de la corne antérieure controlatérale. Ce motoneurone stabilise le côté non blessé du corps (par exemple, en préparant l'autre jambe à supporter tout le poids du corps lorsque l'autre pied a marché sur une punaise). En même temps que sont activées ces deux synapses, le neurone sensoriel envoie également des signaux le long de la moelle épinière pour amener les motoneurones d'autres étages à contracter les muscles qui déplacent le centre de gravité du corps afin de maintenir l'équilibre. Cette stimulation controlatérale des motoneurones pour stabiliser le corps est appelée le réflexe d'extension croisée, et résulte du réflexe de retrait (généralement dans les membres inférieurs).

## Au delà du réflexe
Le réflexe ne concerne pas que la moelle épinière, il y a des voies ascendantes pour transmettre la "sensation" de douleur au cerveau par l’intermédiaire d’un neuromédiateur. Mais le réflexe en lui-même n’a pas besoin de la sensation pour réagir. Le rôle de la sensation est d'interagir avec la volonté, lorsque par exemple on ne veut pas retirer la main d'une casserole, alors qu'elle nous brûle, pour l'apporter jusqu'à l'évier. Dans ce cas, il y a inhibition volontaire du muscle extenseur.